# St. Bonifatius (Haar)
Die römisch-katholische Pfarrkirche St. Bonifatius steht in Haar, einer Stadt im oberbayerischen Landkreis München. Die Kirche gehört zum Pfarrverband Haar innerhalb des Dekanats München-Nordost im Erzbistum München und Freising. Sie ist die jüngste der Kirchenbauten im Pfarrverband.

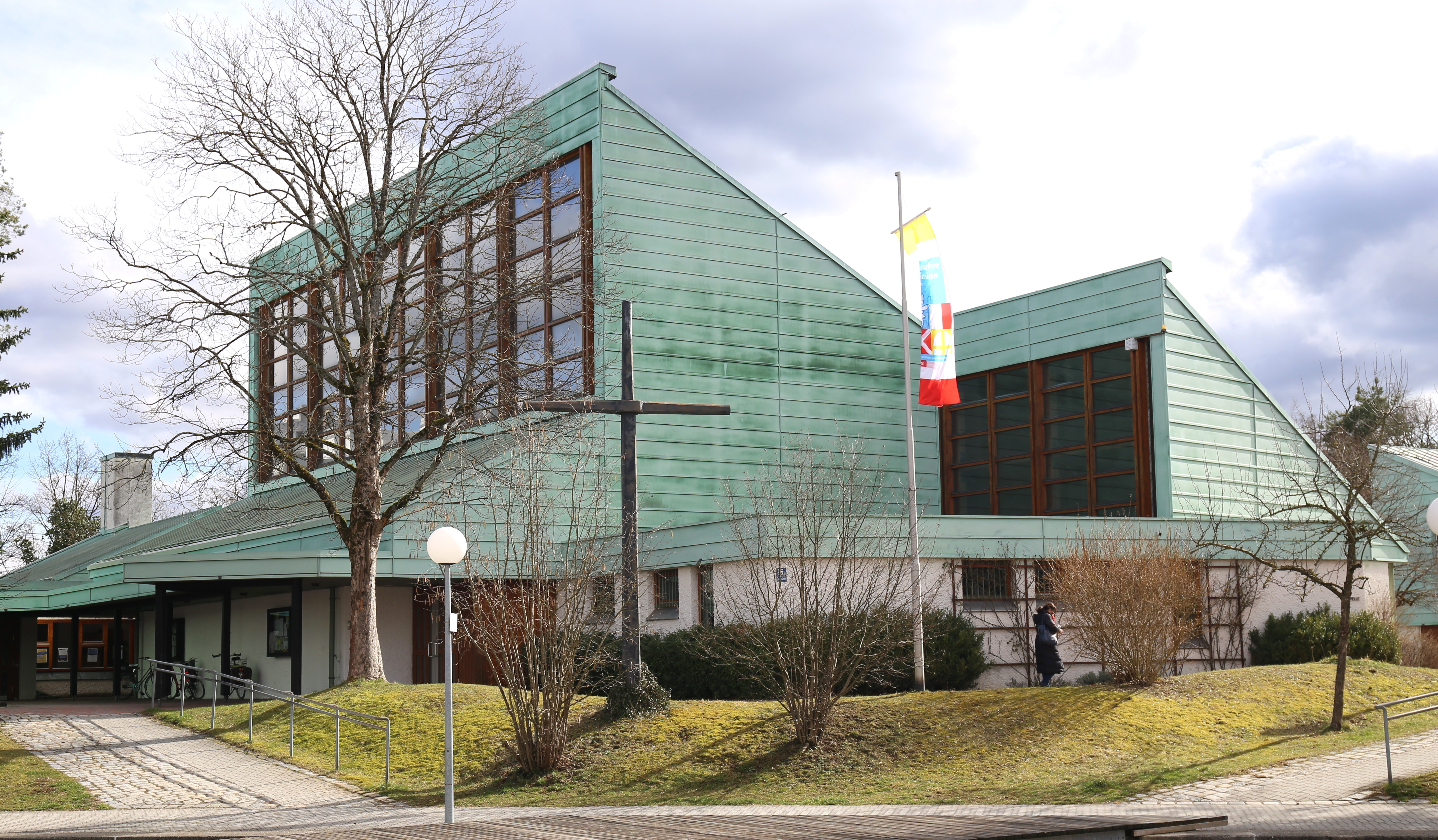
St. Bonifatius in Haar

## Geschichte
Im Oktober 1969 begann die Erbauung der Großsiedlung am Jagdfeld. Nachdem die ursprüngliche Planung, ein gemeinsames katholisch-evangelisches Gemeindezentrum zu errichten, aus finanziellen Gründen scheiterte, beschloss das Ordinariat des Erzbistums die Einrichtung der Kuratie "Am Jagdfeld Haar". Im Dezember 1972 wurde, weil noch keine Kirche stand, eine hölzerne Notkirche bereitgestellt, die in den kommenden Jahren als alleiniger Versammlungsraum diente.
Um dem zu erbauenden Pfarrzentrum innerhalb einer Wohnblocklandschaft eine bauliche Geltung zu verleihen, entschieden sich die Gewinner des Architekturwettbewerbs – Peter Biedermann und Werner Böninger –, dieser Umgebung eine individuelle Formensprache entgegenzusetzen. Hierfür wurde versucht, durch die Gruppierung einzelner Baukörper mit großen Dächern das Zusammenrücken eines Dorfes zu allegorisieren. In der Mitte steht die Kirche und um sie herum die übrigen Gebäude: Pfarrhaus, Jugendzentrum, Kindergarten, Pfarrheim und Sozialstation. Diese sind verbunden durch kleine Wege und Durchgänge auf verschiedenen Ebenen und durch kleine Plätze, auf denen man sich aufhalten kann. Der teilweise überdachte Kirchplatz lädt auch nach den Gottesdiensten noch zum Verweilen ein.
Am 28. Oktober 1975 erfolgte der erste Spatenstich durch Bürgermeister Willy Träutlein, am 15. Mai 1976 die feierliche Grundsteinlegung durch Weihbischof Ernst Tewes. Am 25. September 1977 wurden die fertiggestellte Kirche und das Pfarrzentrum von Kardinal Joseph Ratzinger geweiht; es handelte sich um dessen erste Kirchweihe als Erzbischof. Bei der Besichtigung des Pfarrzentrums bemerkte er: "Aber einen Kirchturm und Glocken habt ihr nicht." Mit der Einweihung wurde die bisherige Kuratie zur Pfarrei erhoben und die hölzerne Notkirche abgebaut.

## Beschreibung

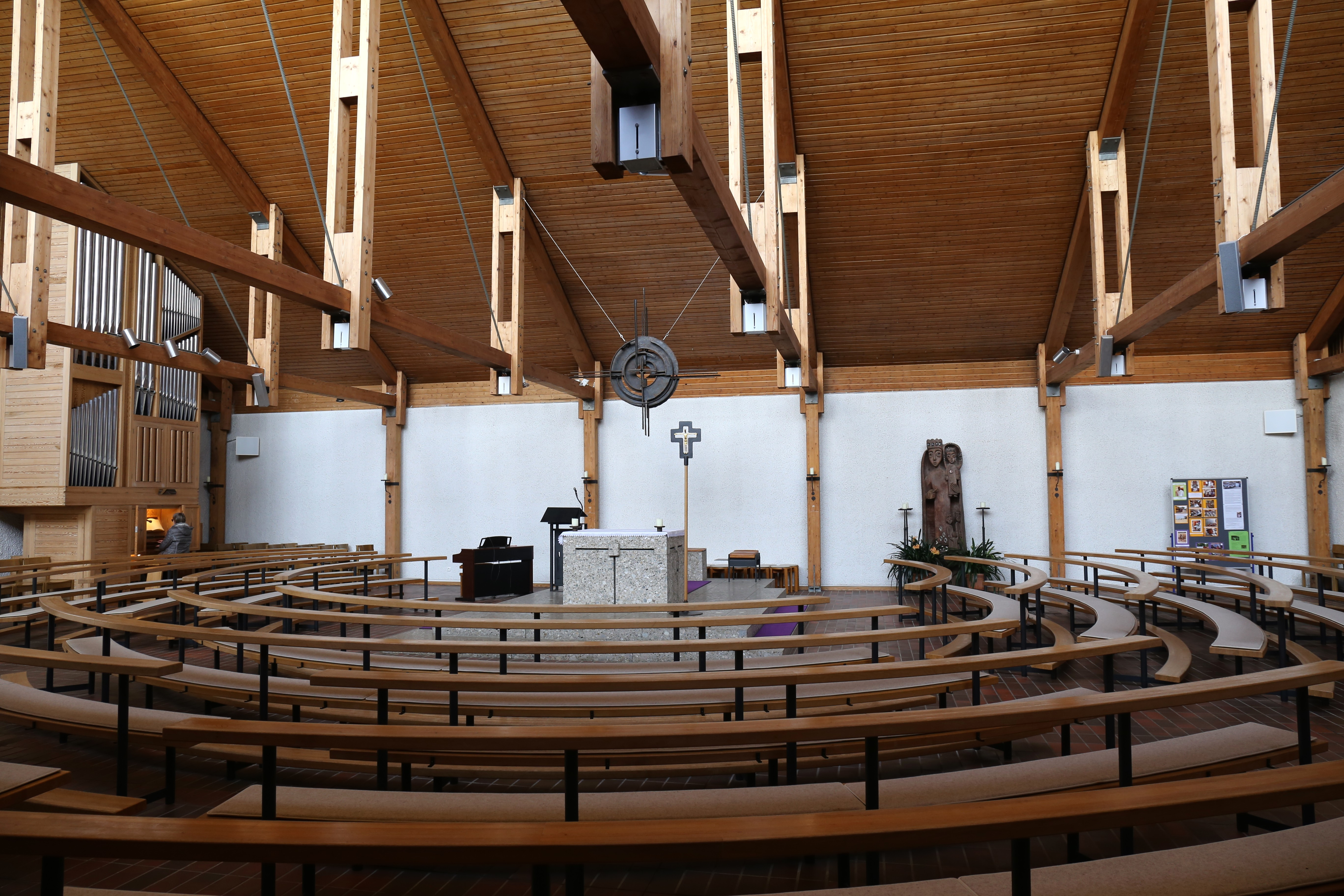
Innenraum von St. Bonifatius

Der moderne Kircheninnenraum ist im Sinne des Konzils mit halbkreisförmigen Bänken um den Volksaltar gestaltet. Ein großes Glasfenster an der Rückseite hellt den Raum auf. Das Taufbecken befindet sich in einer lichtdurchfluteten Nische. Neben Ambo und Altar schmücken die Kirche eine Mutter-Gottes-Statue, deren Stil an afrikanische Schnitzereien erinnert, und ein Kreuzweg aus rahmenlosen, in Erdtönen gehaltenen Bildern. Die Werktagskapelle, in der sich auch der Tabernakel befindet, grenzt direkt an. Bei den Sonntagsgottesdiensten erweitert sie das Kirchenschiff.